# 舞動不止
《舞動不止》是由George朝倉所創作的日本漫畫，開始連載於《週刊Big Comic Spirits》2015年第42、43合併號。改編電視動畫於2022年4月8日至6月17日播映，MAPPA製作。

## 角色列表
村尾潤平（聲：山下大輝）
本作男主角，六歲時迷上芭蕾舞，但因父親去世，認為自己得像個男子漢照顧母親，而壓抑自己對芭蕾的熱情學習截拳道。中學二年級時被轉學生五代都邀請參觀芭蕾舞台劇，以及自身對她的好感，開始而偷偷摸摸地練習芭蕾。在無法壓抑自身對芭蕾舞的夢想和男二森流鶯的登場，亦然退出截拳道和學校足球社，專心往芭蕾舞的道路上前進。
森流鶯（聲：內山昂輝）
都的表兄弟，長相十分的美型，母親是傳說的偶像森真鶴。小時候在外祖母的嚴厲教導下練就一身出色的芭蕾，雖有精湛的芭蕾舞技但長期的封閉式訓練和兒時被母親拋下的陰影導致心理創傷而不善處理人際關係，初期曾在學校遭潤平的好友霸凌，中期潤平因他的演出而決定重新踏入芭蕾舞的道路後逐漸視對方為競爭對手。
五代都（聲：本渡楓）
潤平的同班同學，剛轉校來的美少女。家裡的一樓是由母親五代千鶴經營的「五代芭蕾舞蹈教室」，自己也在學習芭蕾舞。看穿潤平曾經跳過芭蕾舞後，邀請他一起跳芭蕾。與有天賦的潤平和鶯不同，不論是其母還是鶯的外祖母都不看好她的芭蕾舞資質能達到頂級的水平，因而對她採取較為寬鬆的訓練模式，有時會因芭蕾舞技不如人而鬱鬱寡歡，自身對潤平和鶯都有一定的好感。
生川夏姬（聲：福圓美里）
「生川搖芭蕾舞團」創辦人-生川綾子的女兒 ，芭蕾舞SS班裡少見的跳級生，芭蕾舞實力十分頂尖之外個性也很要強，是既五代都後另一個看出潤平有芭蕾舞天賦的女角，不過認為潤平的實力仍遠不及她，在生川搖芭蕾暑期班和潤平開始搭檔練習後反被潤平身上的特質所吸引。
安田海咲（聲：天崎滉平）
「生川搖芭蕾舞團」的暑期生之一 ，出生京都，個性上很毒舌，一開始看不慣潤平和鶯前來暑期班的動機之一 ，但與潤平比試過芭蕾舞後逐漸發現兩人差距 ，因為是普通家庭長大希望能獲得「生川搖芭蕾舞團」的獎學金資助，但最終其資格被授予潤平後曾萌生放棄芭蕾舞的念頭後被姬乃小路寿勸阻，自此開始將潤平視為競爭對手。
田倉大和（聲：西山宏太朗）
「生川搖芭蕾舞團」的暑期生之一 ，出生滋賀，前籃球員，利用從前打籃球而鍛鍊出來的肌肉應用到芭蕾舞身上，但有時會無法使肢體呈現出優美的狀態因而羨慕潤平和鶯修長的身材曲線。
姬乃小路寿（聲：井之上潤）
「生川搖芭蕾舞團」的暑期生之一 ，財團出生的富二代 ，但待人親切熱情，在初期被其他暑期生冷落的潤平和鶯面前，舉雙手歡迎他們加入，平日也是團隊裡緩解氣氛的潤滑劑，潤平也因他的提醒開始惡補芭蕾舞的歷史知識。

## 出版書籍
| 卷數 | 小學館         | 小學館                 |
| 卷數 | 發售日期       | ISBN                   |
| ---- | -------------- | ---------------------- |
| 1    | 2016年2月12日  | ISBN 978-4-09-187449-8 |
| 2    | 2016年5月12日  | ISBN 978-4-09-187607-2 |
| 3    | 2016年9月12日  | ISBN 978-4-09-187775-8 |
| 4    | 2016年12月12日 | ISBN 978-4-09-189331-4 |
| 5    | 2017年4月12日  | ISBN 978-4-09-189435-9 |
| 6    | 2017年7月12日  | ISBN 978-4-09-189632-2 |
| 7    | 2017年10月12日 | ISBN 978-4-09-189658-2 |
| 8    | 2018年1月12日  | ISBN 978-4-09-189777-0 |
| 9    | 2018年4月12日  | ISBN 978-4-09-189855-5 |
| 10   | 2018年8月9日   | ISBN 978-4-09-860002-1 |
| 11   | 2018年11月12日 | ISBN 978-4-09-860182-0 |
| 12   | 2019年2月12日  | ISBN 978-4-09-860216-2 |
| 13   | 2019年5月10日  | ISBN 978-4-09-860281-0 |
| 14   | 2019年8月9日   | ISBN 978-4-09-860377-0 |
| 15   | 2019年12月12日 | ISBN 978-4-09-860458-6 |
| 16   | 2020年3月12日  | ISBN 978-4-09-860561-3 |
| 17   | 2020年6月11日  | ISBN 978-4-09-860631-3 |
| 18   | 2020年10月12日 | ISBN 978-4-09-860748-8 |
| 19   | 2021年1月12日  | ISBN 978-4-09-860805-8 |
| 20   | 2021年4月12日  | ISBN 978-4-09-861076-1 |
| 21   | 2021年9月10日  | ISBN 978-4-09-861121-8 |
| 22   | 2021年12月28日 | ISBN 978-4-09-861207-9 |
| 23   | 2022年3月30日  | ISBN 978-4-09-861261-1 |
| 24   | 2022年8月30日  | ISBN 978-4-09-861395-3 |
| 25   | 2023年4月12日  | ISBN 978-4-09-861500-1 |
| 26   | 2023年8月9日   | ISBN 978-4-09-862539-0 |
| 27   | 2023年12月12日 | ISBN 978-4-09-862615-1 |
| 28   | 2024年4月11日  | ISBN 978-4-09-862688-5 |
| 29   | 2024年11月12日 | ISBN 978-4-09-863028-8 |
| 30   | 2025年5月12日  | ISBN 978-4-09-863416-3 |

## 電視動畫
2021年4月9日，宣佈將獲改編為電視動畫。9月8日，宣佈動畫將於2022年首播，動畫製作公司為MAPPA。

### 製作人員
- 原作：George朝倉
- 導演：境宗久
- 系列構成：成田良美
- 人物設定：長谷川瞳
- 音樂：未知瑠
- 製作：MAPPA

### 主題曲
片頭曲
主唱：YUKI
片尾曲
主唱：ヒトリエ

### 播映平台
| 播映地區 | 播映平台 | 播映日期     | 播映時間 | 備註  |
| -------- | -------- | ------------ | -------- | ----- |
| 亞洲     | Disney+  | 2022年4月9日 | 星期六   | [ 4 ] |
| 中國大陸 | bilibili | 2022年4月9日 | 星期六   | [ 5 ] |

## 外部連結
- 官方網站（日語）
- 電視動畫官方網站（日語）
- 電視動畫的X（前Twitter）（日語）
- 在Disney+上觀看《舞動不止》